# Slot Oranienbaum
Slot Oranienbaum vormt het hart van de plaats Oranienbaum in de Duitse deelstaat Saksen-Anhalt, ten oosten van Dessau. Het ensemble van stad en slot maakt deel uit van het Parklandschap Dessau-Wörlitz, dat in 2000 op de Werelderfgoedlijst van de UNESCO is opgenomen.
In 1660 schonk vorst Johan George II van Anhalt-Dessau het dorp Nischwitz (ook Nichtewitz of Nichaize) aan zijn echtgenote Henriëtte Catharina van Oranje. Henriëtte Catharina noemde het dorp Oranienbaum, daarmee verwijzend naar haar afkomst. Op 8 juni 1683 wordt de grondsteen gelegd voor een bescheiden paleis, dat pas in 1698 voltooid wordt. Omdat haar man al in 1693 was overleden, werd Oranienbaum zodoende gebruikt als weduwengoed, hoewel het oorspronkelijk bedoeld was als landhuis en "Lustschloss". Henriëtte woonde er tot aan haar dood in 1708.

## Ontstaan
Het plan voor Oranienbaum, niet alleen voor het paleis maar, naar men aanneemt, ook voor het park en de stedenbouwkundige opzet, is van de hand van de Nederlandse ingenieur-architect Cornelis Ryckwaert (1652-1693). Deze duikt op als vestingbouwkundige in het gevolg van Johan Maurits (1604-1679), graaf van Nassau-Siegen en stadhouder van Kleef, Mark en Ravensberg voor de keurvorst van Brandenburg. Het ontwerp vertoont grote gelijkenis met Paleis Het Loo en Slot Zeist in Nederland. Ook zijn elementen van Paleis Noordeinde en Huis ten Bosch in Den Haag herkenbaar. Ryckwaert is mogelijk een leerling van Pieter Post, de architect van Huis ten Bosch.

### Ryckwaert
Uit een bewaard gebleven schets en beschrijving uit 1698 van de architect Christoph Pitzler, die door Europa reisde en beschrijvingen en schetsen van gebouwen die hem interesseerden in een dagboek verzamelde, kan worden opgemaakt dat het ontwerp van Ryckwaert bestond uit een corps de logis van twee verdiepingen en twee vleugels van één verdieping met daarop terrassen, welke vleugels plaats boden aan een eetzaal (links) en een theezaal (rechts). Aansluitend kan Ryckwaert twee paviljoens geprojecteerd hebben, waarvan de geplande positie niet duidelijk is. Daartussen sloot een hekwerk de cour d'honneur af.
Voor dit paleis breidt zich een grote voorhof uit. Aan de straatzijde bevinden zich twee paviljoens, oorspronkelijk voorzien van zes open bogen, waarin zich waarschijnlijk stallingen voor paarden en wagens bevonden. Een eveneens verdwenen hekwerk tussen deze gebouwtjes sloot het complex af. In het midden bevond zich een ophaalbrug over de gracht die om het hele terrein voert. Deze werd in 1786 vervangen door een vaste brug. Het paleis wordt van de stad gescheiden door een brede, met twee rijen linden beplante laan.

### Schuchart
Na Ryckwaerts dood heeft de bouw enkele jaren stilgelegen, tot in 1698 de Duitser Johann Tobias Schuchart als hofarchitect werd aangesteld, die het ontwerp van Ryckwaert voltooide en tussen 1698 en 1702 uitbreidde.
Dauer veronderstelt dat de cavalierpaviljoens door Schuchart zijn toegevoegd en niet bij het oorspronkelijke plan van Ryckwaert hoorden. Hij stelt dat de eetzaal en de theezaal door deuren in de kopwanden van buitenaf betreden konden worden.
Een andere lezing is dat Schuchart de zijvleugels die het corps de logis met de beide Kavaliershäuser verbinden, heeft toegevoegd.
Het is aannemelijk dat Schuchart de cavalierpaviljoens bouwde en de zijvleugels van verdiepingen voorzag. Dat verklaart waarom deze paviljoens op de tekening van Pitzler anders gepositioneerd zijn dan in werkelijkheid het geval is. Feit is dat de cavalierpaviljoens en de verdiepingen van de zijvleugels uit vakwerk zijn opgetrokken en veel grover gedetailleerd zijn dan het corps de logis en de benedenverdieping van de vleugels, die beide van baksteen zijn. Dat de verdiepingen niet tot het oorspronkelijke ontwerp behoorden, is ook af te lezen aan een op de kop van de theezaal geplaatste wand die de plafonddecoratie doorsnijdt. Achter die wand bevindt zich een trap die naar de verdieping leidt.
Uit Pitzlers beschrijving blijkt dat de bouw nog in volle gang was. Het paleis kwam pas gereed in 1698, het jaar dat Pitzler Oranienbaum bezocht. In Pitzlers tekening ontbreken de in vakwerk uitgevoerde stal- en dienstvleugels, die zich uitstrekken tussen de cavalierpaviljoens en de paviljoens met open boogconstructies aan de straatzijde en zodoende het voorhof omsluiten. Mogelijk zijn ook deze vleugels door Schuchart toegevoegd. In dat geval heeft Pitzler het paleis dus grotendeels in zijn oorspronkelijke opzet kunnen vastleggen.

## Interieur

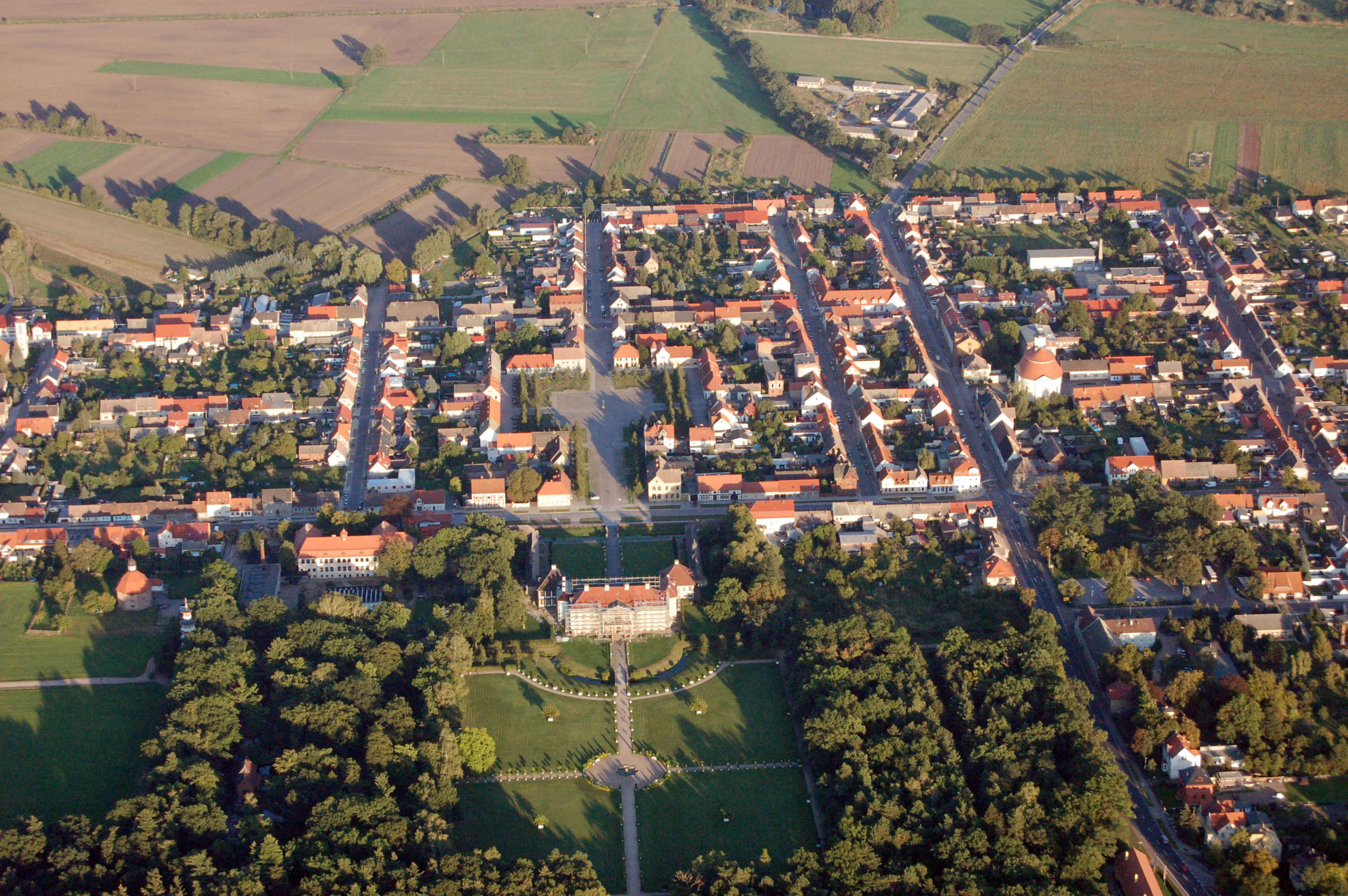
Oranienbaum uit de lucht

Het interieur is zowel ruimtelijk als in decoratie eenvoudig gehouden en wekt de indruk van een buitenverblijf. De zaal ligt, zoals ook in de andere ontwerpen van Ryckwaert, aan de tuinkant.

### Begane grond
Op de bel-etage bevonden zich slaapvertrekken en zitkamers met uitzicht op het park. Er waren (blijkens een inventarislijst uit 1708) kamers gereserveerd voor familieleden en vrienden, hofdames en hofraden. Ook bevond zich daar een kleine keuken en een Konditorei (om desserts op te maken?). Deze vertrekken waren aangekleed met kostbare behangsels, goudleerbehang en wandtapijten uit Nederland en gedecoreerd met schilderijen. Eind achttiende eeuw werd wandbekleding met Chinese of Japanse motieven aangebracht, waarvan slechts enkele fragmenten behouden zijn gebleven. In slot Mosigkau bevindt zich een kamer bespannen met een uit Oranienbaum afkomstige beschilderde, zeventiende-eeuwse bespanningstof.
Ook het meubilair werd grotendeels uit Nederland geïmporteerd. Er zijn diverse rekeningen bewaard gebleven, bijvoorbeeld voor "een groote Venetiaanse spiegel met een vergulde lijst; een vergulde tafel met een paar vergulde gerridonse", samen Hfl. 315,00; twee globes, een kompas, een kwadrant en twee passers, samen ruim 82 florijn; 104 el wit katoen.

### Eerste verdieping
Vanuit het portaal leidt een dubbele staatsietrap naar de eerste etage. Deze trap is van een eenvoudige houtsoort en is simpel maar stijlvol geprofileerd. Op de eerste etage bevinden zich de staatsievertrekken. Via het trapportaal betreedt men de troonzaal, van waaruit deuren naar het balkon leiden dat uitzicht op het park biedt. Tegen de beide korte wanden bevinden zich schouwen, waarin haardplaten geplaatst zijn met de wapens van Anhalt en Oranje. De vloer is van eenvoudige brede vloerdelen. Vanuit deze ruimte betreedt men links een tweede zaal, die is voorzien van mogelijk nog originele wandbespanning, beschilderd met exotische bloemmotieven, waarvan echter diverse details niet voltooid zijn of slechts in potlood of in een basiskleur zijn aangezet. Onder de vensters bevinden zich zes eenvoudige paneelschilderingen met exotische taferelen. Deze panelen zijn in 1991-1992 geconserveerd. De restaurator veronderstelt een relatie met graaf Johan Maurits van Nassau-Siegen, die enige tijd als veldheer in Brazilië verbleef. Vóór ze op hun huidige plaats zijn terechtgekomen, moeten de panelen één geheel gevormd hebben, daar aan de onderrand van enkele panelen boomtoppen te zien zijn die bij andere panelen aan de bovenzijde zijn afgesneden. Vanwege het oosterse (Chinese) uiterlijk van enkele menselijke figuren is ook een relatie met Oost-Indië mogelijk. Johan Maurits had inderdaad contacten met de VOC. De verhoudingen van de figuren zijn kinderlijk en ook de compositie duidt niet op een professionele schilder.
Aan de rechterzijde van de troonzaal grenst, geheel volgens de symmetrische opzet van het ontwerp, een derde zaal met vergelijkbare decoratie. Deze drie ruimten zijn voorzien van de karakteristieke stucplafonds die ook in het theekabinet en de eetzaal zijn aangebracht.
De privévertrekken van Henriëtte Catharina bevonden zich hoogstwaarschijnlijk aan de voorzijde op de verdieping.

### Zijvleugels
De begane grond van de rechter zijvleugel wordt bijna geheel ingenomen door de zogenaamde Teesaal met 17e-eeuws Hollands goudleerbehang, dat nog grotendeels intact is. Omdat het zwaar beschadigd was door onder andere licht en zuur uit de lucht, is het goudleerbehang ondertussen zorgvuldig gerestaureerd. De linker zijvleugel, waar zich de eetzaal bevond, is nu met vakwerk binnenwanden in kleine vertrekken onderverdeeld. Stucwerkrestanten aan het plafond duiden erop dat deze onderverdeling niet de oorspronkelijke toestand geweest kan zijn. Ook de kopwand van de theezaal, waarachter een trapportaal schuilgaat, doorsnijdt het stucpatroon. Dat wijst erop dat het trapportaal later is aangebracht, toen de vleugels in vakwerkbouw werden verhoogd.
De theezaal was ingericht als porseleinkabinet. De schoorsteen aan de voorste korte wand en een nis daartegenover zijn van consoles voorzien, waarop kostbaar porselein was opgesteld. Ook in de nis stond porselein. Daar stond tevens het pronkstuk van de collectie, een tafel waarvan het onderstel is samengesteld uit kommetjes en vaasjes, bijeengehouden door koperbeslag, waarvan het blad is ingelegd met Delftsblauwe tegels. De nis wekte de indruk van een soort porseleinen grot. Het meeste porselein is tijdens of vlak na de Tweede Wereldoorlog verdwenen. De tafel bevindt zich nu (1993) in Mosigkau.

### Kelder
De kelder onder het hoofdgebouw biedt ruimte aan de keuken (links) en voorraadkamers. Bovendien werd een deel van de kelder bij warm weer als eetzaal gebruikt. Deze ruimte is zeer karakteristiek gedecoreerd met blauwe en mangaankleurige tegels. De blauwe tegels hebben Bijbelse afbeeldingen, de mangaankleurige tegels vormen vijf tableaus waarop de Romeinse goden Apollo, Mercurius, Mars, Luna en Venus bijna levensgroot zijn afgebeeld. Bij een restauratie in de eerste helft van de twintigste eeuw is de oorspronkelijke plaatsing van de tegels tenietgedaan.

## Het park
Uit de harmonische eenheid tussen slot, park en stadsplan meent Van Kempen te mogen concluderen, dat ook het parkontwerp van Ryckwaerts hand is. Hirsch meent, dat dit voltooid of ingevuld werd door Jacob de Grande, eveneens afkomstig uit Nederland. "De tuinen bezaten ongeveer alles, wat toentertijd van een park verwacht mocht worden en wat ook nu nog in de verte te herkennen is. Hoe Nederlands het hele complex bedoeld is, mag blijken uit een vergelijking met het parkontwerp voor Slot Zeist in Nederland. Vereenvoudigd en op kleinere schaal kunnen we alles in Oranienbaum terugvinden."
In het park vonden we links van het paleis een moestuin, rechts de zogenaamde Kanalgarten en een fazantentuin. Deze beide percelen zijn tegenwoordig bebouwd. Direct aan de zijterrassen van het corps de logis grenzen tuinkabinetten, oorspronkelijk omheind door berceaux uit latwerk, waarin tal van sculpturen stonden. Van deze beelden zijn slechts scherven teruggevonden.
Aan het rechter tuinkabinet, tussen de Kanalgarten en de dienstvleugels, sloot een Zieranlage aan, waarin een marmergrot en een badhuis geplaatst waren. Deze grot is wellicht gebouwd naar het voorbeeld van een grot in de tuinen van Honselersdijk. In ieder geval heeft hierin een buste gestaan van Frederik Hendrik, die overeenkomt met afbeeldingen van een dergelijke buste te Honselaarsdijk. Deze buste moet zijn vervaardigd door François Dieussart (Dussart) en is tegenwoordig in de kelder van het paleis opgesteld. Bustes van Willem II en van Johann Georg, die de eerste flankeerden, zijn verloren gegaan.
Aan de achterzijde van het hoofdgebouw bevindt zich een halfcirkelvormig terras dat wordt omsloten door een gracht. Een stenen brug voert naar de parterres met in het midden een waterbassin, waarin een fontein met dolfijnen geplaatst was, vergelijkbaar met de fontein van Paleis Het Loo. Links van de parterres bevond zich het doolhof en rechts de eilandentuin, die in de 18e eeuw door Fürst Franz werd omgevormd tot Chinese watertuin in landschappelijke stijl. Achter de parterres bevinden zich links en rechts van de as de Tiergarten of het bosquet, waarin ook de orangerie een plaats had.
Hoewel de tuinen in de loop der tijd steeds meer vereenvoudigd zijn - de parterres zijn tegenwoordig alleen nog met gras begroeid - is het oorspronkelijke ontwerp toch nog in rudimentaire vorm herkenbaar.

### Chinese tuin

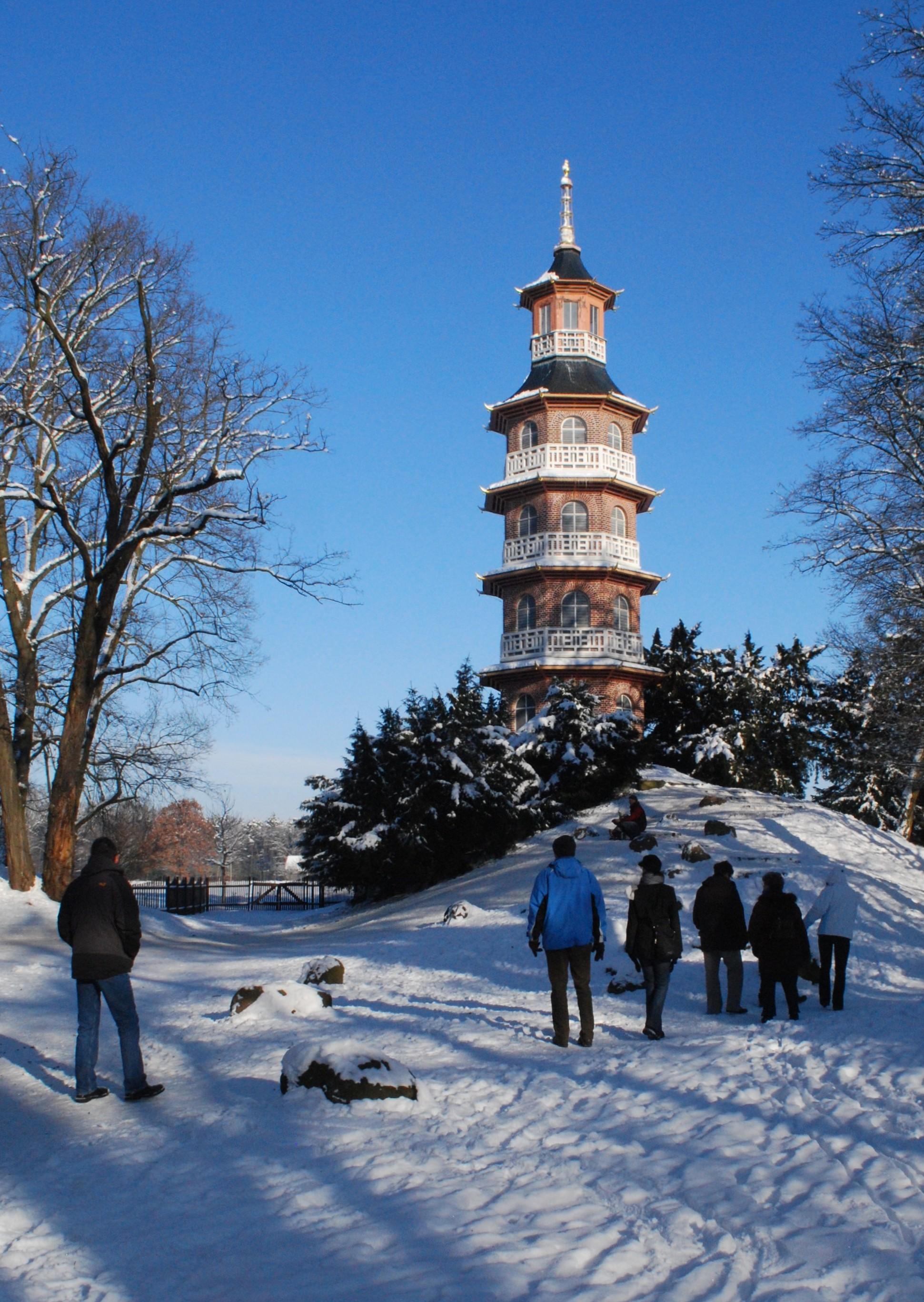
Pagode in de Chinese tuin

Na de dood van Henriëtte Catharina in 1708 werd Slot Oranienbaum door de vorst van Anhalt-Dessau noch slechts af en toe voor jachtpartijen gebruikt. Het was vorst Leopold III van Anhalt-Dessau (Leopold Friedrich Franz, ook wel Fürst Franz) die weer meer belangstelling voor het slot kreeg. Vanaf 1780 liet hij park en slot opnieuw inrichten in Chinese stijl. De oorspronkelijk barokke eilandentuin werd tussen 1793 en 1797 naar ideeën van tuinarchitect Sir William Chambers omgevormd en is de enige in Duitsland nog grotendeels intacte Engels-Chinese tuin met een vijf verdiepingen tellende pagode, een door water omringd theehuis en diverse boogbruggen.
Het huidige orangeriegebouw dateert van 1811/1812. Met 175 meter is het de grootste van Europa. Hierin overwinteren exotische gewassen en speciaal de sinaasappelboompjes die 's zomers in de tuinkabinetten en in de parterres worden opgesteld. Een klein deel daarvan dateert nog uit de tijd van Henriëtte Catharina.

## Restauratie
Vanaf 1953 werd het slot een dependance van het landsarchief van Sachsen-Anhalt c.q. de DDR-regio Halle (Saale).
In 2003 verliet het archief na tien jaar discussiëren het slot en kon het voor bezoekers worden opengesteld. De restauratie is nog lang niet voltooid. De inmiddels toegankelijk gemaakte ruimten geven echter een goede indruk van de vroegere pracht van de inrichting. Op 3 maart 2004 bezocht koningin Beatrix Oranienbaum om een indruk van de restauratie te krijgen.
Het geometrisch aangelegde ensemble van stad, slot en park is een uniek voorbeeld van overwegend Nederlands georiënteerde barokke (landschaps)architectuur in Duitsland.
Slot en park zijn te bezichtigen, de gerestaureerde pagode is slechts op aanvraag te bezichtigen en het theehuis verkeert nog in een te slechte staat om te worden betreden. In de orangerie is een koetsencollectie te zien en er is een café in ondergebracht (stand 2005).